# Konaklar (Ovacık)
Konaklar (türkisch für Herbergen) ist eine Ortschaft (Köy) im Landkreis Ovacık der türkischen Provinz Tunceli. Im Jahre 2011 lebten in Konaklar 43 Menschen.